# シエゴ・デ・アビラ州
シエゴ・デ・アビラ州（シエゴ・デ・アビラしゅう、Provincia de Ciego de Ávila）は、キューバの州。州都はシエゴ・デ・アビラ。キューバ中部に位置し、カマグエイ州から1975年に分割されて成立した。州の北部には第2の都市であるモロンがある。モロンから北の海岸の間には、キューバ最大の自然湖であるレーチェ湖がある。州の北岸にあるサバナ＝カマグエイ群島にはいくつかのリゾートがあり、カジョ・ココやカジョ・ギジェルモなどからなるハルディネス・デル・レイが有名である。その一帯に沼地林、湿地草原、マングローブが多く、ベニイロフラミンゴ、ミミヒメウ、アメリカヘビウ、ハシグロリュウキュウガモなどが生息しており、2002年にラムサール条約登録地となった。

## 経済
シエゴ・デ・アビラ州の中央部は牧場地帯となっており、ほかに州では砂糖やパイナップル、オレンジなどが栽培されている。また、自給用にサツマイモやプランテンなどのバナナも栽培されている。

## 隣接州
- サンクティ・スピリトゥス州
- カマグエイ州

## 下位行政区画
1. シエゴ・デ・アビラ
2. モロン（スペイン語版）
3. チャンバス（スペイン語版）
4. シロ・レドンド（スペイン語版）
5. マハグア（スペイン語版）
6. フロレンシア（スペイン語版）
7. ベネスエラ（スペイン語版）
8. バラグア（スペイン語版）
9. プリメロ・デ・エネロ（スペイン語版）
10. ボリビア（スペイン語版）